# Gabriel Bortoleto
Gabriel Bortoleto Oliveira (født 14. oktober 2004 i São Paulo) er en brasiliansk racerkører, der kører til Invicta Racing i FIA Formel 2.

## Karriere

### Karting karriere
Bortoleto startede karting i sit hjemland Brasilien i 2012 i Campeonato Sulbrasileiro de Kart. Han forblev i karts indtil 2019, hvor hans mest succesrige år var 2018, hvor han blev nummer tre i henholdsvis Europa og VM i kategorien OKJ og blev vicemester i både WSK Super Master Series og Andrea Margutti Trophy.

### Lavere formler
Bortoleto debuterede i racerløb i det Italienske F4-Mesterskab i 2020 og samarbejdede med Sebastián Montoya, Gabriele Minì og Dino Beganovic på Prema Powerteam. Hans første podie kom på Mugello, hvor han scorede anden, tredje og en sejr, idet han tog sin første en-sæders sejr i sæsonens fjerde runde. Brasilianeren scorede yderligere to podier i Monza og sluttede sæsonen femte i det samlede mesterskab foran Montoya, men bag holdkammeraterne Beganovic og eventuel mester Minì. Bortoleto sluttede også på fjerdepladsen i rookies 'stillingen.

### Formel Regionalt Europæisk Mesterskab
I marts 2021 blev det annonceret, at Bortoleto ville debutere i Formel Regional European Championship med FA Racing. Han scorede sine første point i sæsonens første løb i Imola, hvor han blev niende.